# 沙希拉·齐亚
沙希拉·齐亚（Shahla Zia，1947年2月12日—2005年3月10日）也被称为Shehla Zia，是一名巴基斯坦律师和活动家，以倡导女性权利而闻名。

## 个人生活
齐亚出生于拉合爾的一个旁遮普家庭。父亲是巴基斯坦运动的社会活动家，母亲是教育家。她于20世纪60年代就读于旁遮普大学，获得法学學士学位，成为巴基斯坦第一批获得法学学位的女性之一。
她有两个儿子和三个女儿。其中一个女儿也是律师和人权活动家。2005年她因病去世，享年58岁。

## 法律工作与社会运动
齐亚是女性权利组织Aurat Foundation的创始人之一，也是1980年AGHS女性律师事务所和法律援助中心的创始人之一。1983年，齐亚和其他几名妇女因在拉合尔高等法院前抗议1983年的证据法而被监禁，这部法律使在某些情况下，一名男性证人的证词等同于两名女性的证词。她还积极参加妇女行动论坛。齐亚因反对歧视妇女和少数民族宗教的法律而名声大噪。
齐亚是巴基斯坦政府任命的一个审查妇女地位的委员会的成员，也是该委员会1997年撰写的一份报告的合著者。当巴基斯坦国民议会于1998年通过第十五次宪法修正案批准伊斯蘭教法时，齐亚被迫辞去她在几个政府机构的职务。
在1994年巴基斯坦最高法院的一个案件中，齐亚被指定为原告律师，原告以健康风险为由对一座电网站的建设提出了诉讼并获得胜利。该裁决被认为是巴基斯坦环境法的一个里程碑，因为它认为健康环境权受到宪法保护，属于生命权和尊严权。